# Gerhard Ritter
Gerhard Ritter (Bad Sooden-Allendorf, 6 aprile 1888 – Friburgo in Brisgovia, 1º luglio 1967) è stato uno storico e antinazista tedesco.

## Biografia
Nato nel 1888 a Bad Sooden-Allendorf, città dell'Assia, laureato all'Università di Heidelberg nel 1911, Gerhard Ritter insegnò nelle scuole secondarie e poi nelle università di Amburgo e Friburgo in Brisgovia.
Considerato tra i maggiori storici tedeschi del Novecento, la sua attività di studioso ebbe per oggetto prevalente la storia della Germania dalla Riforma luterana al secondo dopoguerra. Tra le sue opere maggiori la biografia del politico prussiano riformatore Heinrich Friedrich Karl von Stein (1757-1831) che soppresse la servitù della gleba e rinnovò radicalmente le strutture dello stato.
Nel 1961 fu eletto socio straniero dell'Accademia dei Lincei.
Pur di orientamento conservatore e nazionalista, alla fine degli anni trenta, Ritter  fu avversario del regime nazista, avvicinandosi al gruppo che gravitava intorno al politico conservatore Carl Friedrich Goerdeler che, nei disegni dei congiurati, avrebbe dovuto assumere la carica di cancelliere, qualora l'attentato a Hitler del 20 luglio 1944 avesse avuto successo. Su quelle vicende Ritter scrisse un libro, tradotto in italiano: I cospiratori del 20 luglio 1944. Carl Goerdeler e l'opposizione antinazista, pubblicato nel 1960.
Morì a Friburgo in Brisgovia, nel Baden-Württemberg, a settantanove anni nel 1967.

## Opere tradotte in italiano
- Il volto demoniaco del potere, trad. Enzo Melandri, Il Mulino, Bologna, 1958.
- I cospiratori del 20 luglio 1944. Carl Goerdeler e l'opposizione antinazista. Prefazione di Delio Cantimori, a cura di Enzo Collotti, Einaudi, Torino, 1960.
- G. Ritter - Susanne Miller, La rivoluzione tedesca, Feltrinelli, Milano, 1962.
- La Riforma e la sua azione mondiale, trad. e saggio introduttivo di Mario Bendiscioli, Collana Storica, Vallecchi, Firenze, 1963.
- I militari e la politica nella Germania moderna, 3 voll., Einaudi, Torino, 1967-1973. L'opera comprende:

1. Da Federico il Grande alla prima guerra mondiale
2. La Prima Guerra Mondiale e la crisi della politica tedesca 1914-17
3. Il sopravvento del militarismo e il crollo dell'impero 1917-18

- La formazione dell'Europa moderna, 2 voll., trad. Vito R. Giustiniani, Laterza, Bari, 1968
- Federico il Grande, trad. Flora Negri Tedeschi, Il Mulino, Bologna, 1970-2000.
- Rappresentanza, legittimazione, minoranze. L'esperienza storica tedesca in un contesto comparativo, present. di Antonio Giolitti, Franco Angeli, Milano, 1986.